# K. Michelle
Kimberly Michelle Pate (Memphis, 4 maart 1982), beter bekend als K. Michelle, is een Amerikaanse r&b-zangeres en liedjesschrijver.
Ze verwierf bekendheid toen ze in 2009 een contract tekende bij het platenlabel Jive Records en samen met Missy Elliott het nummer Fakin' It uitbracht. Later bracht ze bij Jive Recors nog drie singles uit, met name Fallin’, I Just Can't Do This en How Many Times. Hierna verliet ze het platenmerk.
In de zomer van 2012 kreeg K. Michelle media-aandacht, doordat ze voorkwam in de realityserie Love & Hip Hop: Atlanta op VH1. Haar verschijning in het programma resulteerde in een overeenkomst met Atlantic Records. Op 13 augustus 2013 bracht ze haar meermaals uitgestelde debuutalbum Rebellious Soul uit. Het album werd een commercieel succes en behaalde de tweede plek in de Billboard Album Top 200 alsook de nummer 1-positie in de Top R&B/Hip-Hop Albums.